# Steven Marshall
Steven Marshall (ur. 23 listopada 1989 w Abbotsford) – kanadyjski siatkarz, grający na pozycji przyjmującego, reprezentant Kanady. 

## Sukcesy klubowe
Mistrzostwo Niemiec:
- 2017, 2018

Wicemistrzostwo Francji:
- 2021

## Sukcesy reprezentacyjne
Igrzyska Panamerykańskie:
- 2015

Mistrzostwa Ameryki Północnej, Środkowej i Karaibów:
- 2015
- 2019

Liga Światowa:
- 2017

## Nagrody indywidualne
- 2017: Najlepszy przyjmujący Memoriału Huberta Jerzego Wagnera